# Ван Рейсселберге, Дориан
Дориан ван Рейсселберге (нидерл. Dorian van Rijsselberghe; род. 24 ноября 1988, Ден-Бург, Северная Голландия) — голландский яхтсмен-виндсёрфер, двукратный олимпийский чемпион в классе RS:X (2012 и 2016), двукратный чемпион мира.

## Спортивная биография
Заниматься парусным спортом Дориан начал в 7 лет.
С 2008 года ван Рейсселберге вошёл в двадцатку лучших виндсёрферов мира и регулярно стал завоёвывать призовые места на международных соревнованиях. В 2011 году молодой голландский яхтсмен стал чемпионом мира в классе RS:X. В 2012 году ван Рейсселберге принял участие в летних Олимпийских играх в Лондоне. На церемонии открытия игр Дориану было доверено право нести флаг Нидерландов. В соревнованиях в классе RS:X ван Рейсселберге стал олимпийским чемпионом, не оставив никаких шансов своим соперникам, выиграв 7 гонок из 11.
На 21 марта 2016 года в мировом рейтинге лучших виндсёрферов ван Рейсселберге идёт на 6-м месте, набрав 855 очков.
На олимпиаде в Рио-де-Женейро, 14 августа, ван Рейсселберге завоевал золото в соревновании по парусному спорту в классе «RS:X — виндсерфинг». Его результат в 25 очков позволил занять первое место, обогнав соперников из Великобритании и Франции. Таким образом, голландский спортсмен стал двукратным олимпийским чемпионом.